# Centro Velico Caprera
O Centro Velico Caprera (CVC) é uma das mais antigas escolas italianas de vela e uma das maiores no Mediterrâneo. Formou um total de mais de 100.000 alunos desde a sua fundação, em 1967. A sua sede é em La Maddalena e a base operacional localizada na ilha de Caprera, no Arquipélago De La Maddalena. O CVC é uma associação sem fins lucrativos e um membro da ISSA (International Sailing School Association).

## História
A escola foi criada em 1967 a partir de uma ideia de Vittorio Sambuy e Marco Notarbartolo di Sciara, então presidente da seção de Milão da Liga Naval Italiana, que ganharam a concessão do terreno em que o centro foi construído pelo almirante Alessandro Michelagnoli, então Chefe do Estado Maior da Marinha italiana.
Franco Brambilla, presidente do Touring Club Italiano, juntou-se então, ao assegurar o apoio logístico e administrativo do Touring Club. Finalmente Guido Colnaghi, que representou a associação francesa da Ecole des Glénans em Itália,  incutiu o espírito e o ensino que distingue desde então o caráter do Centro Velico Caprera. Os dois membros fundadores - Liga Naval Seção de Milão e Touring Club Italiano – foram fundidos pela Associação de Estudantes em 1975.

## Objetivo
O Centro Velico Caprera, (escola de vela e do mar), tem como principal objetivo a transmissão do conhecimento da vela através do treino e da prática para garantir um crescimento seguro e constante dos seus alunos como navegantes. Para além disso, a escola tem como objectivo ensinar as bases e fundamentos para um melhor conhecimento de como, tanto o mar como o vento, se comportam. Estes conhecimentos são essenciais para longas navegações. Por esta razão, a organização procura transmitir aos seus alunos valores, costumes e regras como se de uma tripulação se tratasse.
O percurso didático é dividido em três níveis:
- 1 º nível Iniciação - em veleiros ligeiros ou pequenos cruzeiros.
- 2 º nível - pré-cruzeiro em cabinados ou melhoria da vela ligeira desportiva.
- 3 º nível - cruzeiro em cabinados, curso de regatas em monotypos de 8 metros ou vela ligeira avançada em semi-skiff.

## Localização
O CVC está localizado no sudoeste da ilha de Caprera, entre Punta Coda e o Golfo do Porto Palma, e consiste em três bases. No lado de "Punta Coda", onde residem os alunos de iniciação de vela ligeira, há edifícios militares utilizados como dormitórios, salas de aula, refeitório e serviços. A segunda base está localizada na base do Monte Fico e acolhe os estudantes dos cursos de deriva avançada. A terceira e última base está localizada na margem ocidental do Porto Palma, onde os cursos de pré-cruzeiros e cruzeiros têm lugar. Há também um carpinteiro para a manutenção dos barcos e reparação de velas e uma oficina mecânica.

## Base
Um dia típico no CVC tem horários específicos que devem ser respeitados por todos os membros da comunidade. Na maioria dos dias os alunos alternam entre aulas teóricas e práticas, intercaladas com refeições. Os alunos devem passar um dia dedicando-se à manutenção da base e á colaboração na cozinha (meio dia para cursos de uma semana).

## Instrutores
Os instrutores são todos voluntários e são escolhidos entre os melhores alunos da escola. Depois da selecção, que ocorre após a avaliação das competências técnicas e interpessoais, o instrutor tem de superar um curso de formação ( primavera/outono ) para ser tornar um instrutor. Os níveis da formação do CVC são:
- Ajudante de Vela (AdV)
- Instrutor (Is)
- Chefe do barco  (CB)

Para cada curso é nomeado um instrutor responsável
- Chefe do Turno (CT)

A base é dirigida por
- Chefe da base

Há também um
- Assistente do Turno (AT)

Que coordena os alunos na organização da manutenção da base e na colaboração na cozinha.

## Frota
Em 2014, o CVC detém e dispõe dos seguintes navios na base de Caprera:
Iniciação em barcos de vela ligeira 
- 17 Laser Bahia;
- 35 Laser 2000;
- 11 Topaz Argo;

Iniciação em cruzeiros
- 6 Dehler 25;

Avançado em barcos de vela ligeira
- 12 Laser Vago;

Pré-cruzeiro 
- 6 First 25.7;
- 3 SunFast 3200;

Terceiro nível de vela ligeira
- 4 RS 500;

High performance
- 4 J80;

Cruzeiro 
- 2 First 40.7;

Meios de segurança  
- 12 Meios Motorizados;